# O Vicedo
O Vicedo település Spanyolországban, Lugo tartományban. O Vicedo Mañón, Ourol és Viveiro községekkel határos. Lakosainak száma 1589 fő (2024).

## Népesség
A település népessége az elmúlt években az alábbi módon változott:
| Lakosok száma | 2341 | 2181 | 2086 | 2011 | 1895 | 1882 | 1747 | 1675 | 1665 | 1589 |
|               | 2001 | 2004 | 2007 | 2009 | 2012 | 2014 | 2017 | 2019 | 2022 | 2024 |